# مارك أندرو سميث
مارك أندرو سميث (بالإنجليزية: Mark Andrew Smith)‏ هو كاتب قصص مصورة أمريكي، ولد في 24 يوليو 1979 في سياتل في الولايات المتحدة.

## وصلات خارجية
- مارك أندرو سميث على موقع IMDb (الإنجليزية)